# Joachim Kroll
Joachim Kroll (17 tháng 4 năm 1933 - 1 tháng 7 năm 1991) là một kẻ sát nhân hàng loạt và ăn thịt đồng loại người Đức. Hắn được biết đến với biệt danh Ruhr Cannibal hay Duisburg Man-Eater. Joachim bị kết tội giết hại dã man 8 người nhưng hắn đã tự thú nhận tổng cộng sát hại 13 nạn nhân.
Joachim Kroll là con trai một người thợ mỏ ở Hindenburg (Zabrze), tỉnh Thượng Silesia, Kroll là con út trong 8 người con. Cậu bé là một đứa trẻ yếu ớt và hay đái dầm. Học lực của cậu bé yếu, chỉ học đến lớp 3. Sau này các nhà tâm lý xác định cậu bé có chỉ số IQ 76. Sau chiến tranh thế giới thứ hai, gia đình Kroll đã chuyển đến Nordrhein-Westfalen.

## Tội ác
Hắn bắt đầu giết người năm 1955, sau khi mẹ hắn qua đời. Khoảng năm 1960, Kroll đến Duisburg và làm người dọn dẹp nhà vệ sinh cho Mannesmann. Sau đó, hắn làm việc cho Thyssen Industries và đến 24 Friesen street, Laar, một quận của Duisburg. Tại thời điểm đó, hắn tiếp tục giết người.